# Jean Poudevigne
Jean Poudevigne, né le 3 avril 1922 à Avignon et mort le 14 août 2019 dans le 8e arrondissement de Paris,, est un homme politique français.

## Biographie

### Études
Fils d'un viticulteur, il est diplômé de l'Institut d'études politiques de Paris (section Économie privée, 1947) et docteur en droit (1958).

### Engagement politique
Il fut chargé des relations publiques de l'Union des chambres syndicales des industries du pétrole de 1949 à 1958. Il fut ensuite élu député de la Deuxième circonscription du Gard en 1958, avec comme remplaçant Henry Laget. Battu en 1962 par Gilberte Roca, il est réélu lors d'une élection partielle l'année suivante ; il le sera sans cesse jusqu'en 1973. En 1973, conservant comme suppléant Joseph Cartier, conseiller général du canton de Beaucaire, il est battu par Jean Bastide. Il l'est à nouveau en 1978 (alors qu'il est suppléé par Paul Gache).
Il est également maire de Domazan de 1959 à 1989, et conseiller général du canton d'Aramon. Candidat aux élections législatives de 1986 dans le Gard sur la liste UDF de Jean Bousquet, qui recueille 72 819 voix, soit 24,68 %, il manque de peu d'être élu. Il est encore candidat aux élections sénatoriales de 1989 dans le Gard — à l'issue desquelles il n'est pas élu — et aux élections cantonales de 1994 dans le canton d'Aramon, où il est élu face à Alain Carrière (DVG) et Cyprien Jullian (PS) pour un dernier mandat.
Il est également secrétaire général du Centre démocratie et progrès de 1969 à 1976.
En 2001, il abandonne ses divers mandats.

### Positions
Il ne prend pas position à propos du référendum sur les accords d'Évian.
Il déclarera au Nouveau Candide faire campagne « à l'américaine » : « Une ou deux fois par an, je mijote une intervention soignée à la Chambre et je préviens les correspondants locaux. Ma force, voyez-vous, c’est d’appliquer à la politique les recettes du public-relations. [...] Pour mes affiches, un texte très court et une grande photo. Qu’on le veuille ou non, le pouvoir se personnalise. L’Allemagne, c’est Adenauer ; l’Amérique, c’est Kennedy ; la France, c’est de Gaulle. Ici, la deuxième circonscription, c’est Poudevigne. [...] J’ai fait retoucher mes photos par Harcourt. Vous avez peut-être remarqué que j’ai les maxillaires un peu saillants. Sur la photo, ils sont rognés. Les suffrages féminins sont trop
importants pour qu’on néglige tout ça. J’ai appris qu’un de mes concurrents avait dit de moi : « Ce salaud-là, il a
même la gueule électorale ! »

### Carrière professionnelle
En dehors de la politique, il fut aussi vice-président délégué de Radio Monte-Carlo de 1973 à 1979.